# Hill (cráter)

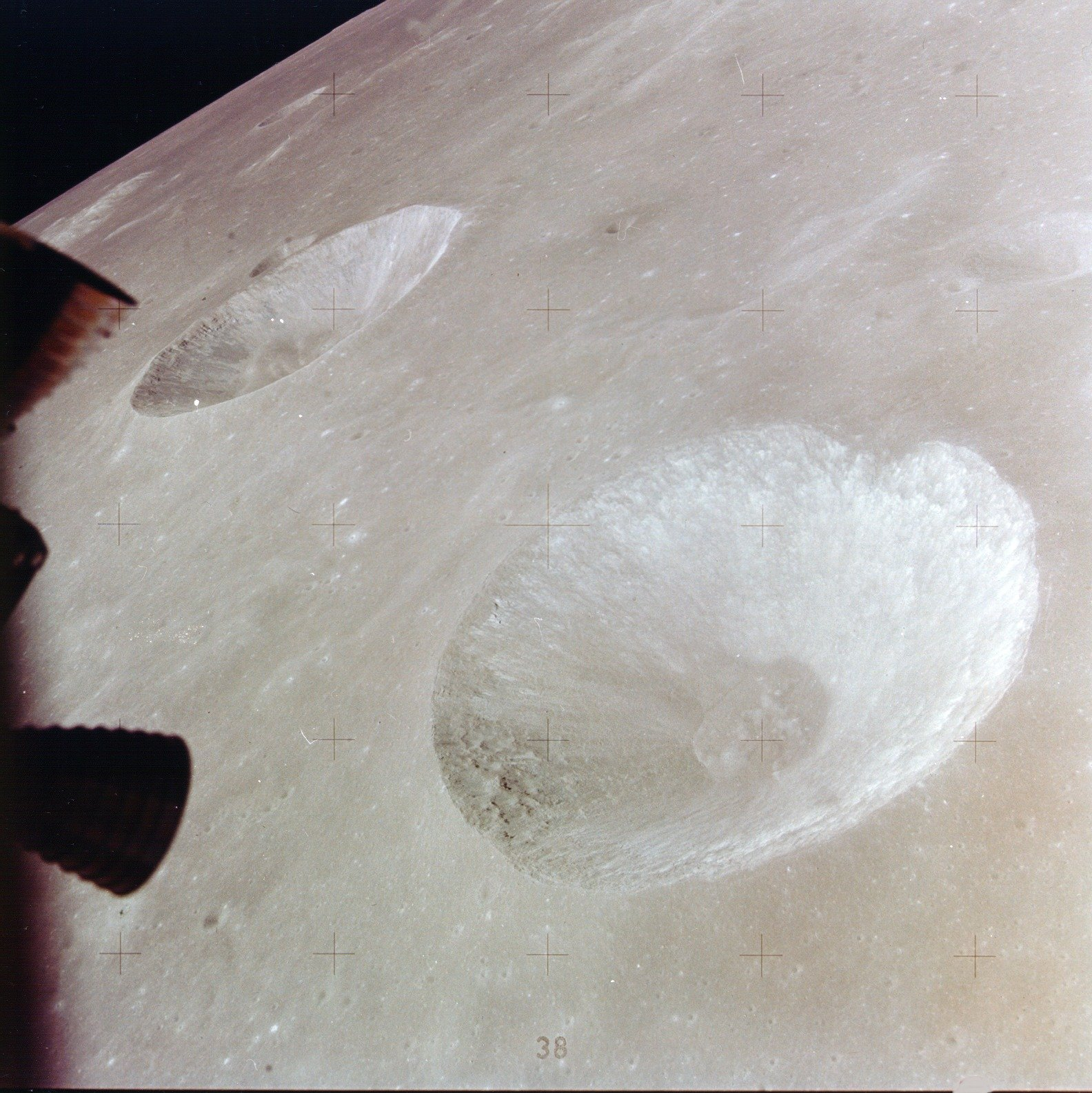
Cráteres Hill (abajo derecha) y Carmichael. Fotografía de la misión Apolo 15

Hill es un pequeño cráter de impacto lunar que se encuentra al oeste del prominente cráter Macrobius, cerca del borde oriental del Sinus Amoris. Este cráter fue designado previamente Macrobius B antes de recibir su nombre actual adjudicado por la UAI. Se encuentra justo al norte-noreste de Carmichael, otro antiguo cráter satélite de Macrobius posteriormente renombrado.
|  |

Se trata de un cráter circular en forma de cuenco con una pared interior que tiene un albedo relativamente alto en comparación con el terreno circundante. Las paredes internas son de forma simétrica y se inclinan suavemente hasta una pequeña plataforma situada en el punto medio, que ocupa una superficie de aproximadamente un cuarto del diámetro del cráter. Esta formación no ha sido erosionada significativamente, y es muy similar a otros muchos cráteres existentes en la Luna.